# Tosaiidae
Tosaiidae es una familia de foraminíferos bentónicos de la superfamilia Turrilinoidea, del suborden Buliminina y del orden Buliminida. Su rango cronoestratigráfico abarca desde el Mioceno medio hasta la Actualidad.

## Discusión
Clasificaciones previas incluían Tosaiidae en el suborden Rotaliina y/o orden Rotaliida.

## Clasificación
Tosaiidae incluye al siguiente género:
- Tosaia